# Imperial State Crown
Die Imperial State Crown ist eine der Königskronen des Vereinigten Königreichs von Großbritannien und Nordirland und als solche Bestandteil der britischen Kronjuwelen. 

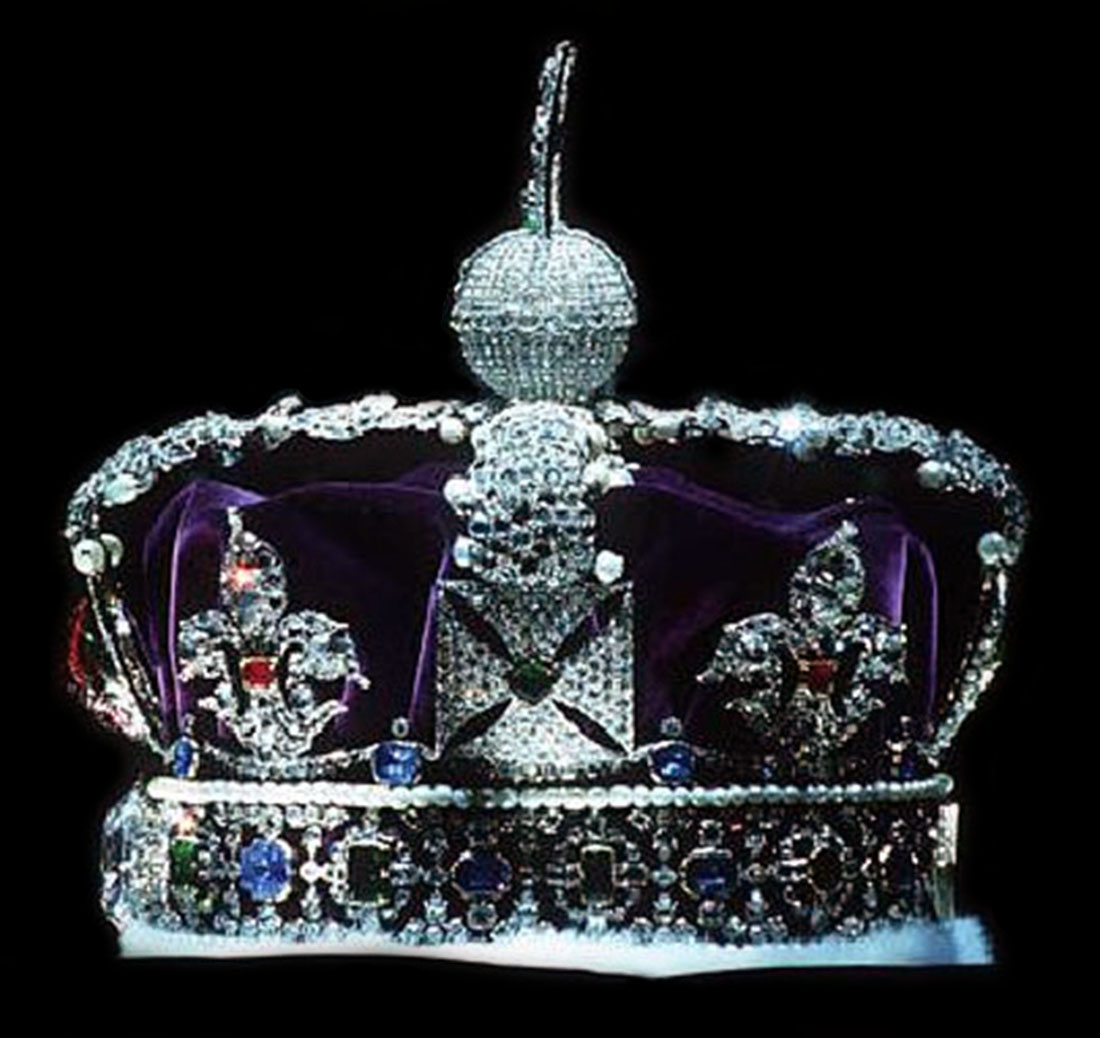
Die Imperial State Crown (Seitenansicht)

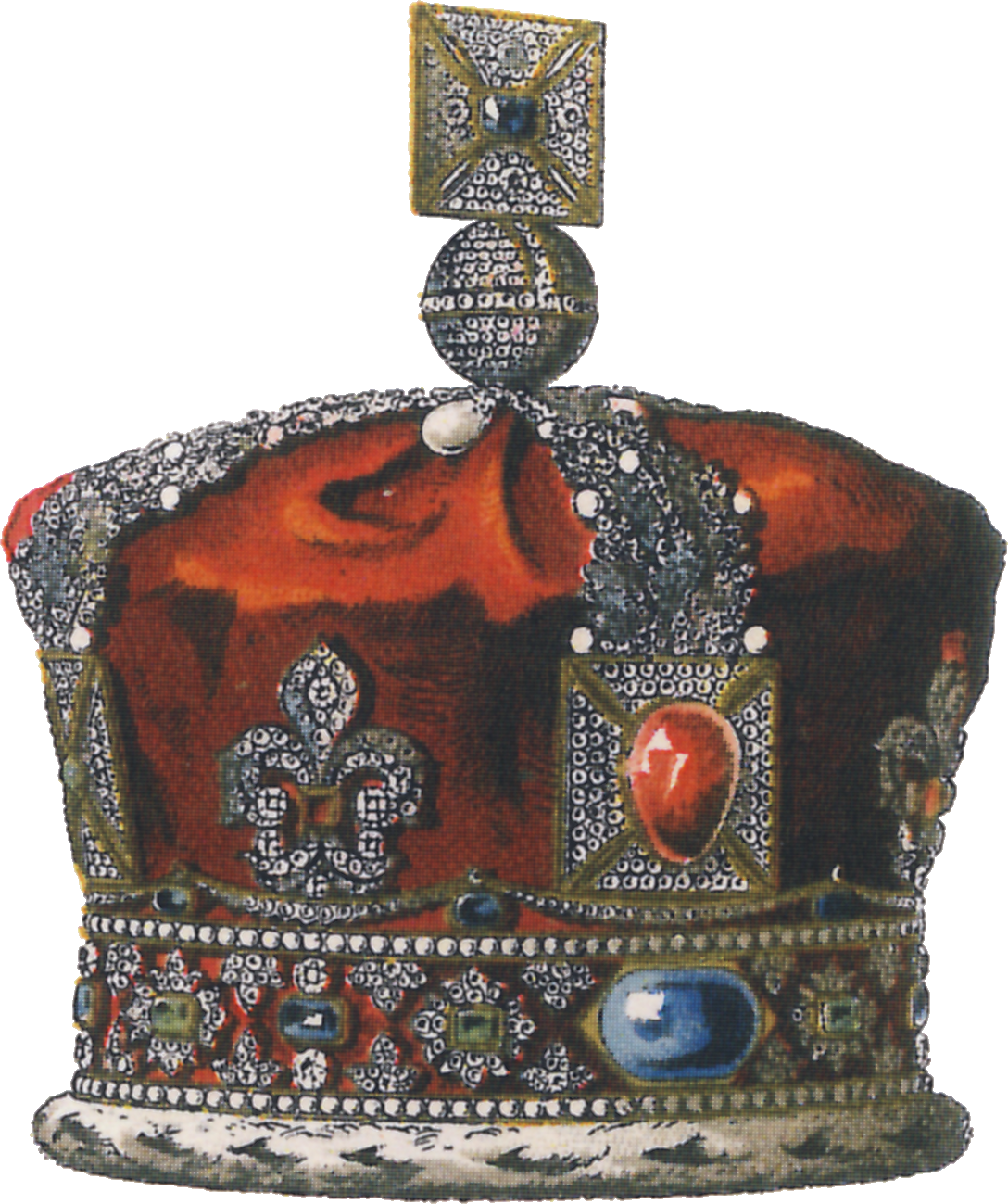
Illustration der Imperial State Crown, bevor die Höhe um ca. 2,5 cm verringert wurde.

## Beschreibung
In ihrer Form ähnelt sie der Edwardskrone. Über dem Reif, der die Basis bildet, erheben sich abwechselnd vier diamantenbesetzte Tatzenkreuze (mit so stark verbreiterten Kreuzarmen, dass sie fast wie Quadrate wirken) und vier ebenfalls mit Diamanten besetzte heraldische Lilien (Fleur-de-Lis). Überwölbt wird die Krone von vier zusammentreffenden Halbbügeln, die von den Tatzenkreuzen ausgehen. Auf dem Kreuzungspunkt der Bügel befindet sich eine Kugel und darüber ein weiteres Tatzenkreuz. Die violette Samthaube im Inneren der Krone trägt an ihrem unteren Rand einen Saum aus Hermelinfell.
Die Krone ist mit zahlreichen Juwelen besetzt, darunter 2868 Diamanten, 273 Perlen, 17 Saphire, elf Smaragde und fünf Rubine. Einige dieser Juwelen sind besonders berühmt: Im Zentrum des Kreuzes auf der Spitze befindet sich der St. Edward-Saphir, der aus dem Ring (oder der offenen Krone) Eduard des Bekenners stammen soll, im Zentrum des vorderen Tatzenkreuzes der „Rubin des Schwarzen Prinzen“, der jedoch inzwischen als Spinell identifiziert wurde (eine früher häufige Verwechslung). Unmittelbar darunter in der Vorderseite des Reifs befindet sich der Cullinan II, mit 317,4 Karat einer der größten geschliffenen Diamanten der Welt, auch unter dem Namen „Kleiner Stern von Afrika“ bekannt. Auf der Rückseite des Reifs befindet sich der Stuart-Saphir, der von 1824 bis 1909 die Stelle des Cullinan II auf der jeweils aktuellen Krone einnahm.

## Nutzung
Die Imperial State Crown wird üblicherweise am Ende der Krönungszeremonie beim Auszug des Monarchen aus der Westminster Abbey getragen, während für die eigentliche Krönung die Edwardskrone verwendet wird. Königin Victoria und Eduard VII. benutzten sie wegen ihres geringeren Gewichts aber auch bei der Krönung, da ihnen die Edwardskrone zu schwer war. Elisabeth II. trug die Imperial State Crown bei der alljährlichen feierlichen Parlamentseröffnung. Die Krone und die übrigen bei der Zeremonie benötigten Kronjuwelen wurden, bevor sie den Buckingham Palace verließ, in einer eigenen Kutsche zum Parlamentsgebäude gebracht. Erst dort legte die Königin im „Robing Room“ die königlichen Gewänder an und setzte die Krone auf.

## Herstellung, Überarbeitung und Reparatur
Da die Imperial State Crown die am häufigsten benutzte der englischen Königskronen ist, braucht sie auch die meiste Pflege und Reparatur und wurde aufgrund von Beschädigungen, ihres Gewichts oder Wandlungen des Zeitgeschmacks am häufigsten erneuert. Die Fassungen der früheren Kronen (unter anderem von Georg I., Georg IV. und Königin Victoria) werden im Londoner Tower aufbewahrt. Die derzeitige Krone wurde für die Krönung Georgs VI. im Jahre 1937 angefertigt. Sie ist eine genaue Kopie der für Königin Victoria gefertigten Krone, aber mit 1060 g Gewicht wesentlich leichter als diese und daher angenehmer zu tragen. Sie wurde für die Krönung Elisabeths II. überarbeitet und um etwa 2,5 cm (1 inch) in ihrer Gesamthöhe gemindert, um ihr ein feminineres Erscheinungsbild zu geben. Wegen ihres immer noch erheblichen Gewichts trugen die Monarchen die Krone am Morgen des Tages der Parlamentseröffnung häufig für einige Stunden in ihren Wohnräumen, um sich daran zu gewöhnen.
Wenn sie nicht für Zeremonien benötigt wird, ist die Imperial State Crown zusammen mit den anderen Kronjuwelen im Juwelenhaus des Tower of London ausgestellt und kann dort besichtigt werden.